# Iljas Bu Jakub
Iljas Bu Jakub (Lyès Bouyacoub, ar. إلياس بويعقوب ;ur. 3 kwietnia 1983) – algierski judoka. Olimpijczyk z Rio de Janeiro 2016, gdzie zajął dziewiąte miejsce w wadze półciężkiej.
Uczestnik mistrzostw świata w 2009, 2010, 2011, 2013, 2014, 2015, 2017, 2018 i 2019. Startował w Pucharze Świata w latach: 2010, 2011, 2014-2016 i 2018. Brązowy medalista igrzysk śródziemnomorskich w 2009 i 2018, a także igrzysk solidarności islamskiej w 2017. Mistrz igrzysk afrykańskich w 2015 i drugi w 2011.  Dziesięciokrotny medalista mistrzostw Afryki w latach 2010 - 2019. Trzeci na igrzyskach wojskowych w 2007 i 2011, a także na MŚ wojskowych w 2013 roku.

## Letnie Igrzyska Olimpijskie 2016
| Konkurencja | Eliminacje             | Eliminacje            | Klas. końcowa |
| Konkurencja | Przeciwnik I           | Przeciwnik II         | Miejsce       |
| ----------- | ---------------------- | --------------------- | ------------- |
| 100 kg      | Ivan Remarenco (UAE) Z | Elmar Qasımov (AZE) P | 9.            |